# أرنولد باكس
أرنولد باكس بالإنجليزية Arnold Bax (و. 8 نوفمبر 1883 – ت. 3 أكتوبر 1953) مؤلف موسيقي إنجليزي.
درس باكس البيانو والتأليف الموسيقي في الأكاديمية الملكية للموسيقى من 1900 حيث تخرج بعد حصوله على ميدالية ذهبية في البيانو عام 1900. اشتعل بشعر ييتس، قضى الخمس سنوات التالية في أيرلندا وهي بلد سحره فلكلورها وأدبها طوال حياته. عاد إلى إنجلترا عام 1910 ودخل في مرحلة إنتاجية عالية شهدت إكمال أفضل قصائده السيمفونية «غابات نوفمبر» 1917 و«حديقة فاند» 1916، و«تإنتاجيل» 1919، وهي رائعته عن موسيقى على اسم موقع قلعة البطل الأسطوري ترتسان على ساحل كورنوول. هذه الفترة شهدت تأليف سوناتاتين للبيانو وكم كبير من موسيقى الحجرة. تعين أستاذا في «كنج ميوزيك» عام 1942 وهو المنصب الرسمي الوحيد الذي شغله في حياته.
بين 1922 و1939 كتب باكس سبع سيمفونيات لم لم تقدر بشكل كافي طويلا وفقط الآن بدأت في الحصول على ما تستحقه. يمكن لباكس أن يمزج عناصر من الأغاني الشعبية مع الكونترابنط المزخرف، التدوين الانطباعي وباليته كروماتية ثرية بشكل حسي. يوجد شعور مرتجل تقريبا لأفضل رسامين المنظر الطبيعي الموسيقي للقرن العشرين.

## هوامش
1. ↑  Краткий биографический словарь зарубежных композиторов (بالروسية), 1969, QID:Q125935456
2. ↑  MusicBrainz (بالإنجليزية), MetaBrainz Foundation, QID:Q14005
3. ↑  NPR Encylopedia of Classical Music

## روابط خارجية
- أرنولد باكس على موقع IMDb (الإنجليزية)
- أرنولد باكس على موقع الموسوعة البريطانية (الإنجليزية)
- أرنولد باكس على موقع ميوزك برينز (الإنجليزية)
- أرنولد باكس على موقع إن إن دي بي (الإنجليزية)
- أرنولد باكس على موقع أول ميوزيك (الإنجليزية)
- أرنولد باكس على موقع ديسكوغز (الإنجليزية)
- أرنولد باكس على موقع قاعدة بيانات الفيلم (الإنجليزية)